# Göreme
Göreme (izgovorjeno [ɟøɾeme]; starogrško Κόραμα, Kòrama) je naselje med pravljičnimi skalnimi formacijami, v zgodovinski pokrajini Turčije, v Kapadokiji. Je v provinci Nevşehir v osrednji Anatoliji in ima okoli 2.000 prebivalcev. 
Nekdanja imena mesta so Korama, Matiana, Maccan ali Machan in Avcilar. Ko je bila dolina Göreme v bližini označena kot pomembna turistična točka, "center" za ves turizem v Kapadokiji, je bilo ime mesta spremenjeno v Göreme iz praktičnih razlogov.
Med zgodovinsko pomembnimi objekti Göremeja so Ortahane, Durmus Kadir, Yusuf Koc in Bezirhane cerkve, poleg bogato okrašenega Tokali Kiliseja, cerkve Apple in številnih domov in hiš golobnjakov, izklesanih v skalne formacije v mestu.

## Zgodovina
Čas, ko je bil Göreme prvič naseljen, je nejasen, vendar se je morda pojavilo kot hetitsko naselje med 1800 in 1200 pr. n. št.. Lokacija je bila več kot stoletja predmet raznih zavojevalcev, kot so Hurri-Mitani, Hetiti, Asirsko cesarstvo, novoasirsko cesarstvo, Ahemenidsko cesarstvo in grško Selevkidsko cesarstvo, itd., ki so vodili domačine, da se naselijo v skalnih vdolbinah, da bi se izognili političnim pretresom. V rimski dobi je območje postalo domovina kristjanov, ki so se umaknili iz Rima. Krščanstvo je prevladovalo kot primarna religija v regiji, kar je razvidno iz številnih skalnih cerkva, ki jih je še danes mogoče videti.
Nekateri datumi:
- 4. stoletje: prvi prebivalci in cerkvene stavbe
- 1100: cerkev Yilanli, cerkev Barbare
- 1200: cerkev Çarikli
- 1923/24: Göreme so zapustili zadnji prebivalci
- 1957: odkrita je bila cerkev Janeza Krstnika

### Pojav
Tuf različne trdote je temelj te pokrajine: vulkanski izbruhi in voda sta oblikovala značilno strukturo ki jo poznamo danes, več milijonov let.
Prvi kristjani, ki so votline uporabljali za pobožno življenje v osami, so se predvsem skrivali pred svojimi sovražniki (Perzijci, Rimljani, Arabci, Mongoli, ...). V skalo so izdolbli ne samo cerkve in kapele, ampak celotne stanovanjske komplekse za nekaj tisoč ljudi. Nekateri do deset nadstropij globoki so imeli kuhinje, skladišča, spalnice in celo prostore za živali, vključno s prezračevalnimi jaški so nudili dokaj udobne življenjske razmere.
Druga prednost življenja v tufu je bilo vreme: polet je bilo hladno, pozimi pa topleje kot zunaj. Hodniki bi lahko bili zaprti z velikimi kamni. En kompleks je lahko povezoval do 100 prostorov drugega z drugim. Derinkuyu je največji turistični objekt in verjetno bivališče za okoli 10.000 ljudi.

## Narodni park Göreme
Narodni park Göreme (turško Göreme Tarihî Millî Parkı) je bil uvrščen na Unescov seznam svetovne kulturne dediščine leta 1985.

## Galerija
- Pripravljavec kave v kavarni v Göreme
- Pravljični dimniki
- pogled na Göreme
- Narodni park Göreme iz zraka
- Freske v cerkvi Karanlik